# 魔女の夜宴 (ラサロ・ガルディアーノ美術館)
『魔女の夜宴』（まじょのやえん、西: El aquelarre, 英: Witches' Sabbath）は、スペインのロマン主義の巨匠フランシスコ・デ・ゴヤが1789年に制作した絵画である。油彩。魔女と魔術に関連する6点の連作《魔女のテーマ》の1つで、第9代オスーナ公爵ペドロ・テレス＝ヒロンによって購入された。20世紀に『魔女の夜宴』は美術収集家のホセ・ラサロ・ガルディアーノによって、連作の1つ『呪文』（El Conjuro）とともに購入されたのち、死後にスペイン政府に遺贈された。現在はいずれもマドリードのラサロ・ガルディアーノ美術館に所蔵されている。またプラド美術館に連作《黒い絵》のバージョンが所蔵されている。

## 制作背景

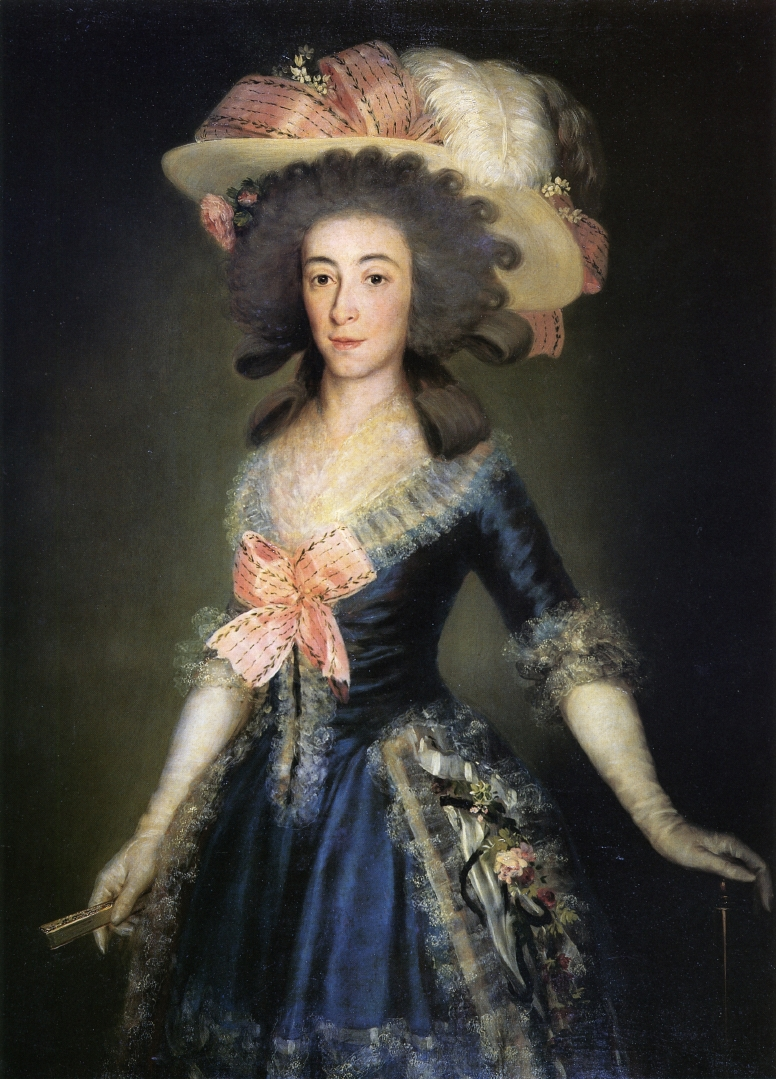
ゴヤの『オスーナ公爵夫人の肖像』。1785年頃。個人蔵。

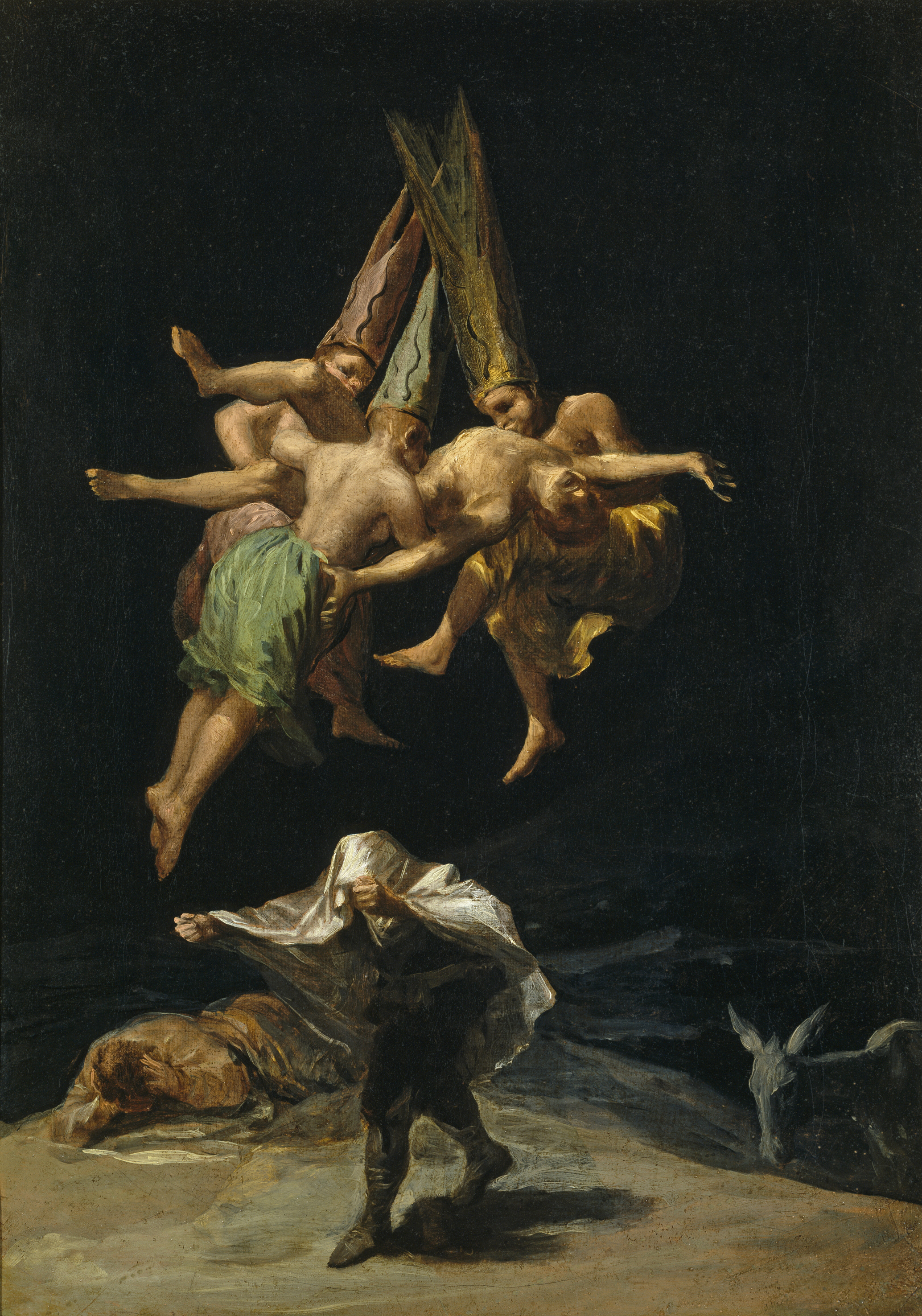
連作の1つ『魔女たちの飛翔』。プラド美術館所蔵。

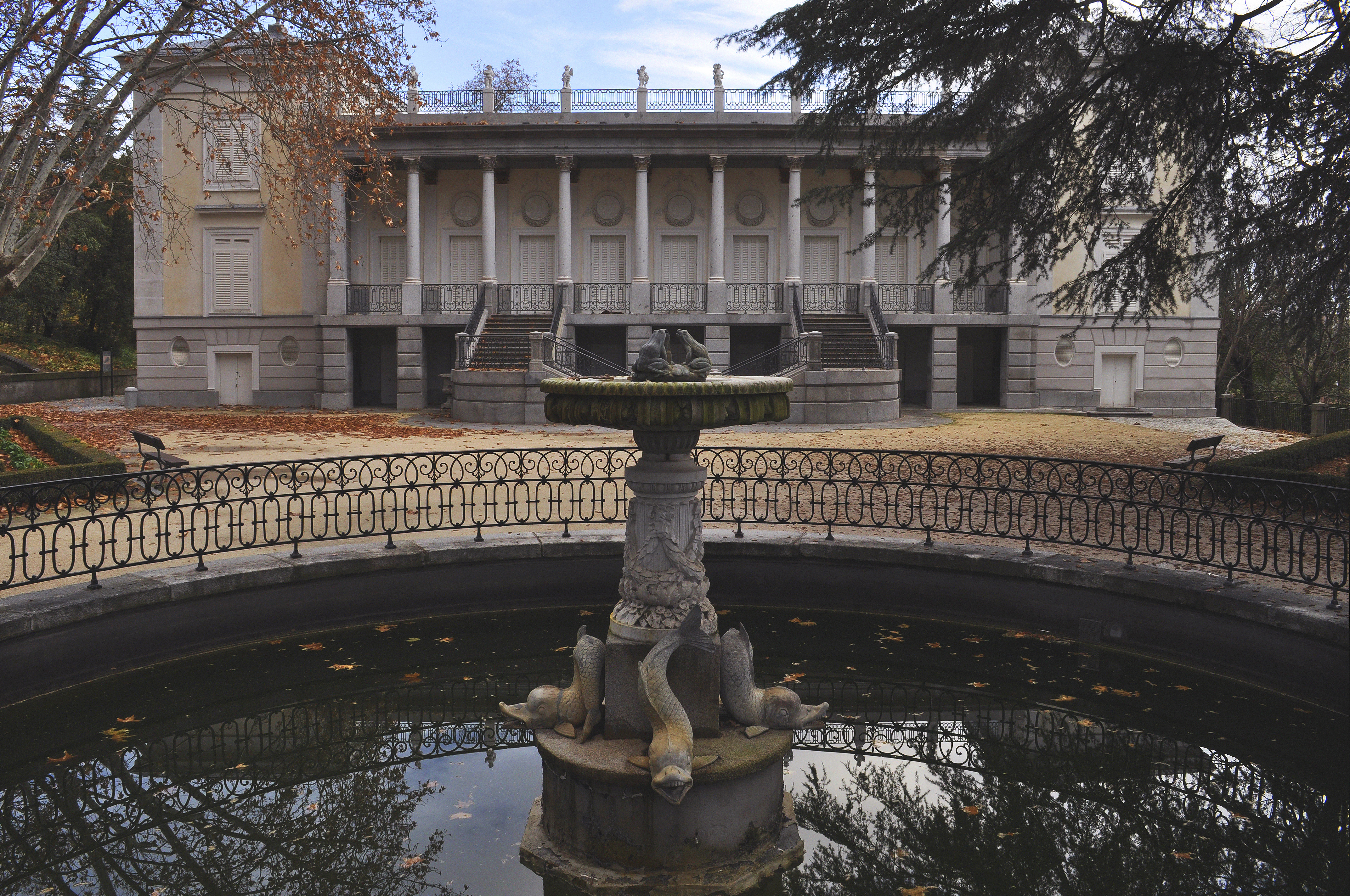
エル・カプリーチョ邸。2010年撮影。

本作品を含む連作《魔女のテーマ》がオスーナ公爵夫妻から注文されたものなのか、それとも制作後すぐに購入されたものなのかは不明である。オスーナ公爵家は1785年から1799年にかけてゴヤの重要な後援者であった。購入された絵画はマドリード郊外のアラメダ・デ・オスーナにあるエル・カプリーチョ邸（El Capricho）の公爵夫人マリア・ホセファ・ピメンテルの書斎を装飾するために用いられた。公爵夫人は熱心な改革論者で、教会の腐敗や人々の迷信を批判した。マドリードの公爵家の宮殿や、エル・カプリーチョ邸は芸術家たちの集会の場となり、しばしば魔女や悪魔について議論されていたため、連作は公爵夫人の部屋を装飾するのに適していた。連作の他の作品は、それぞれマドリードのプラド美術館所蔵の『魔女たちの飛翔』（Vuelo de brujas）、ロンドン・ナショナル・ギャラリー所蔵の『魔法をかけられた男』（El hechizado por fuerza）、同じくラサロ・ガルディアーノ美術館所蔵の『呪文』、個人コレクションの『魔女の厨房』（La cocina de las brujas）、所在不明となっている『石の客』（El convidado de piedra）とされる。

## 作品
月明かりに照らされた荒涼とした風景の中、若い魔女と年老いた魔女の集団に囲まれた悪魔が描かれている。山羊の頭を持つ悪魔には大きな角があり、バッカスの図像を暗示する葡萄の枝葉で編まれた冠を載せている。画面右前景にひどく飢えているように見える老婆がおり、生きているが骨と皮だけのやせ細った子供を両手に抱えている。奥にいる若い魔女は健康な新生児を同様に抱いて、悪魔に差し出しているが、悪魔の身振りは幼児が同じ運命をたどることを暗示している。悪魔は子供の入信儀式で司祭らしき役割を果たしているように見えるが、当時の一般的な迷信では、悪魔はしばしば子供や人間の胎児を食べると信じられていた。彼女たちはいずれも子供を供物として悪魔に捧げるために集まったのであり、画面左には子供の死体が地面に置かれ、画面中央の前景では、おそらく若い魔女が別の子供を地面に押さえつけている。背景にはさらに老若の魔女がおり、3人の幼児の死体が棒に吊るされているのも見える。明確な制作、空間感覚、大きな山羊の頭を持つ悪魔を描いたアラベスク、2人の愚者と魔女は最大限の現実性と自然主義で描かれ、それが幻想的な主題に真実味を与えている。
ゴヤはこの作品で衰弱した子供の血を吸ったとして魔女を非難した、当時の通俗的な妄想を取り上げている。欺瞞と無知を批判したこの作品は、おそらく版画集『ロス・カプリーチョス』（Los caprichos）のいくつかの作品、人間の幼児や山羊が登場する第47番「師匠への贈り物」（Obsequió á el maestro）や第60番「エッセイ」（Ensayos）と関連している。
画面中央の背を向けている女性と足だけ見える子供は、図像的にはゴヤがイタリア滞在時に描き溜めた『イタリア画帖』（Cuaderno italiano）中の素描と関係している。このうち、子供のほうはバロック時代のナポリ出身の画家サルヴァトル・ローザの影響が指摘されている。ローザは魔術や超自然的なテーマも頻繁に取り上げたため、ゴヤはイタリア滞在中にこの画家の作品を知っていた可能性がある。
魔術の図像に典型的なことであるが、使用されているシンボルの多くは反転している。山羊頭の悪魔は右ではなく左の蹄を子供に向かって伸ばし、左上隅にある夜空の三日月は画面の外を向いている。悪魔の頭上では多くのコウモリが飛んでいるのを見ることができ、その群れの動きは三日月の曲線を反映している。

## 解釈
ゴヤは魔女の集会のイメージを多くの作品で使用したが、最も有名なものは《黒い絵》の1つ『魔女の夜宴、あるいは偉大なる牡山羊』（El aquelarre o El Gran Cabrón, 1821年-1823年）である。ゴヤの絵画は17世紀のバスク魔女裁判で魔女狩りに積極的に取り組んでいた異端審問の価値観を支持・強制した人々に対する抗議と見なされてきた。20世紀の研究者は『魔女の夜宴』がいわゆる「忌むべき十年間」（1823年-1833年）で最高潮に達する自由主義者と教会および王党派が主導する国家の支持者との間で激しい闘争が荒れ狂った1798年に描かれたと推測している。
両作品は魔女の真夜中の集会や悪魔の出現する話が田舎の人々の間でごく普通のことであった時代にスペインに蔓延していた迷信に対する攻撃と見ることができる。これらの作品は迷信に陥りやすい大衆と、中世の恐怖へと回帰する教会に対するゴヤの軽蔑を反映している。彼は中世の恐怖が既存の秩序によって政治的・資本的利益のために利用されていると考えた。

## 来歴
完成した6点の絵画は1798年6月に6,000レアルでオスーナ公爵によって購入され、その翌年には王立サン・フェルナンド美術アカデミーで展示された。絵画は半島戦争以前は『呪文』とともにエル・カプリーチョ邸の入口を飾っており、19世紀半ばにはオスーナ伯爵家の図書館にあった。これらの作品は1896年にエル・カプリーチョ邸と図書館が公売にかけられた際に出品された（ロット番号84）。その後、両作品は初代トヴァール公爵ロドリゴ・フィゲロア・イ・トーレスの手に渡り、1928年以降にホセ・ラザロ・ガルディアーノによって取得された。

## ギャラリー
関連画像

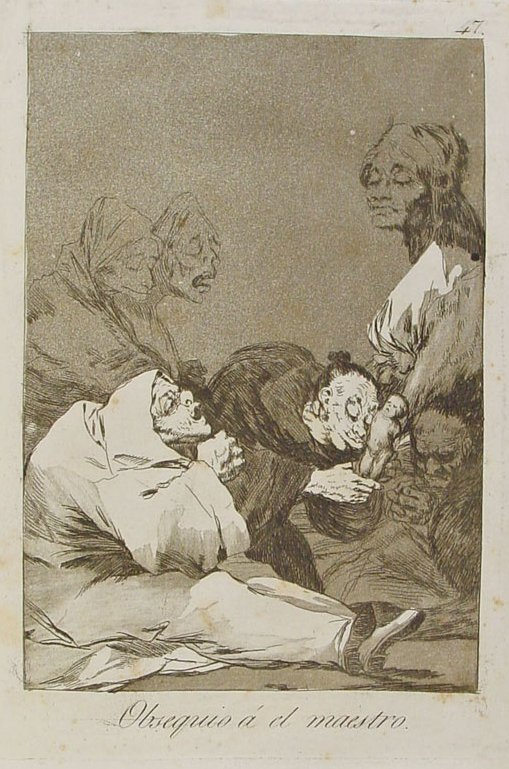
『ロス・カプリーチョス』第47番 「師匠への贈り物」
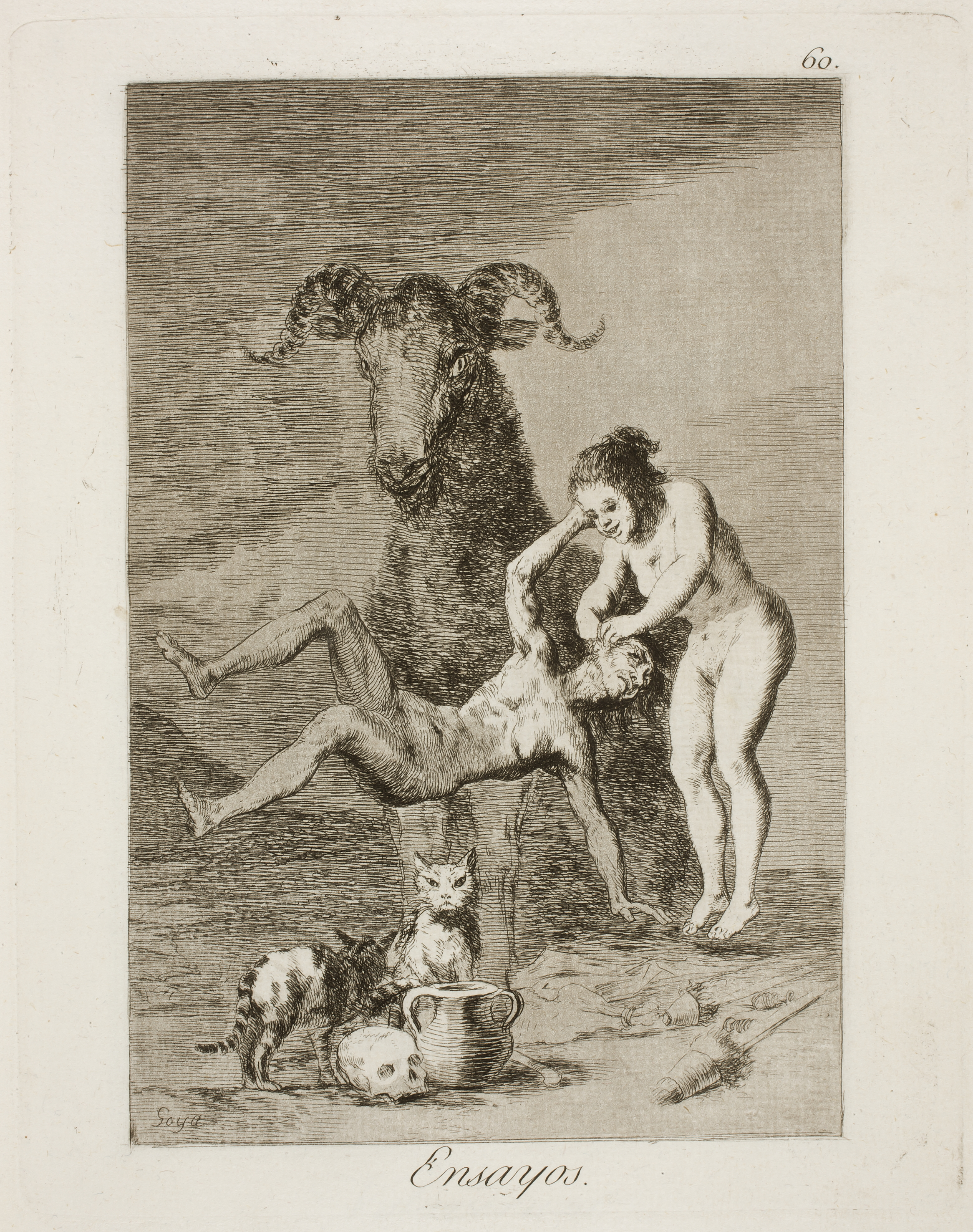
『ロス・カプリーチョス』第60番 「エッセイ」

他の連作

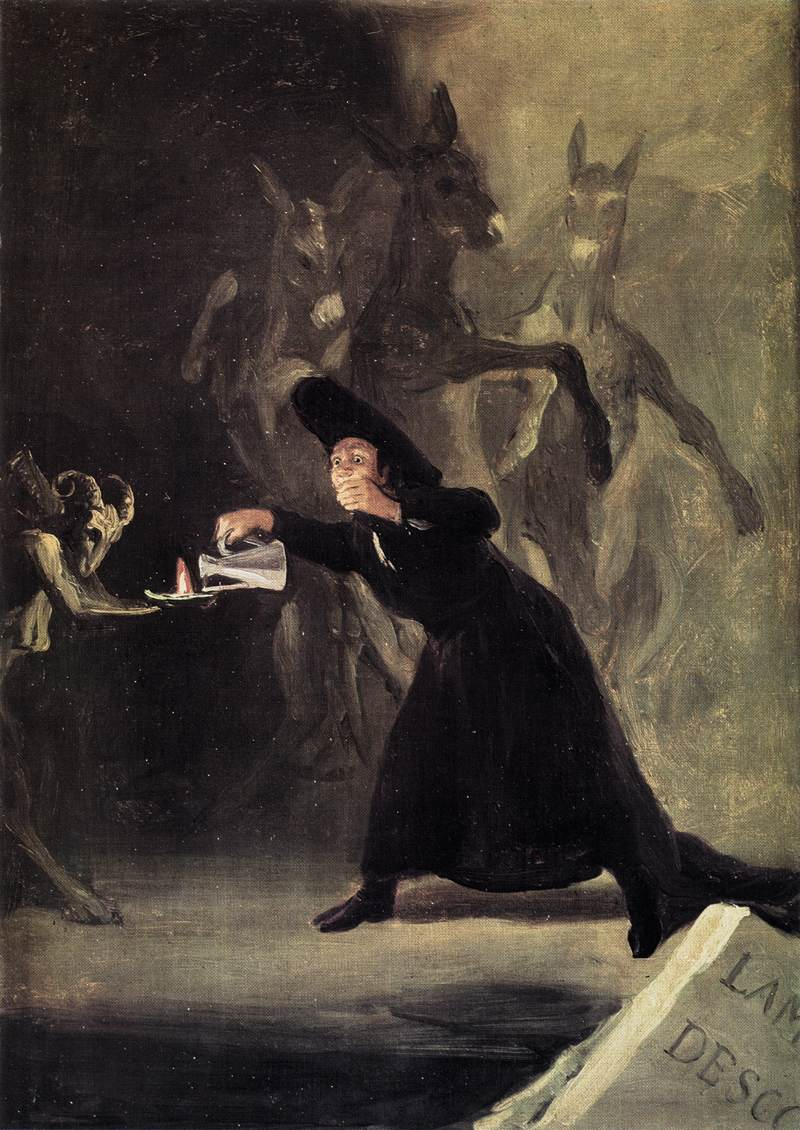
『魔法をかけられた男』ロンドン・ナショナル・ギャラリー所蔵
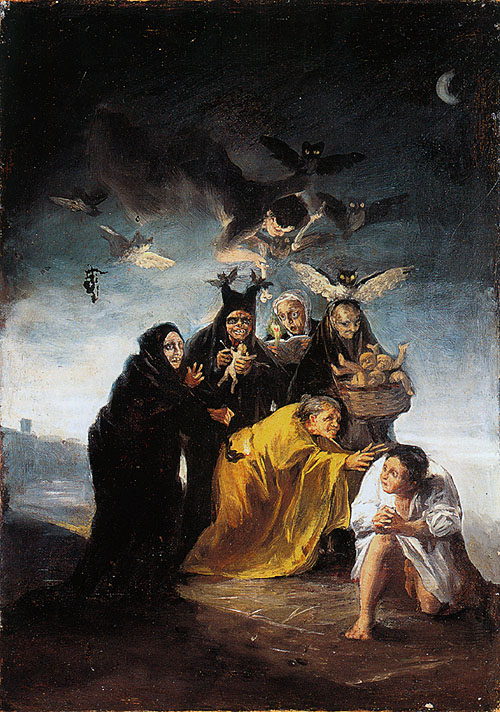
『呪文』ラサロ・ガルディアーノ美術館（英語版）所蔵
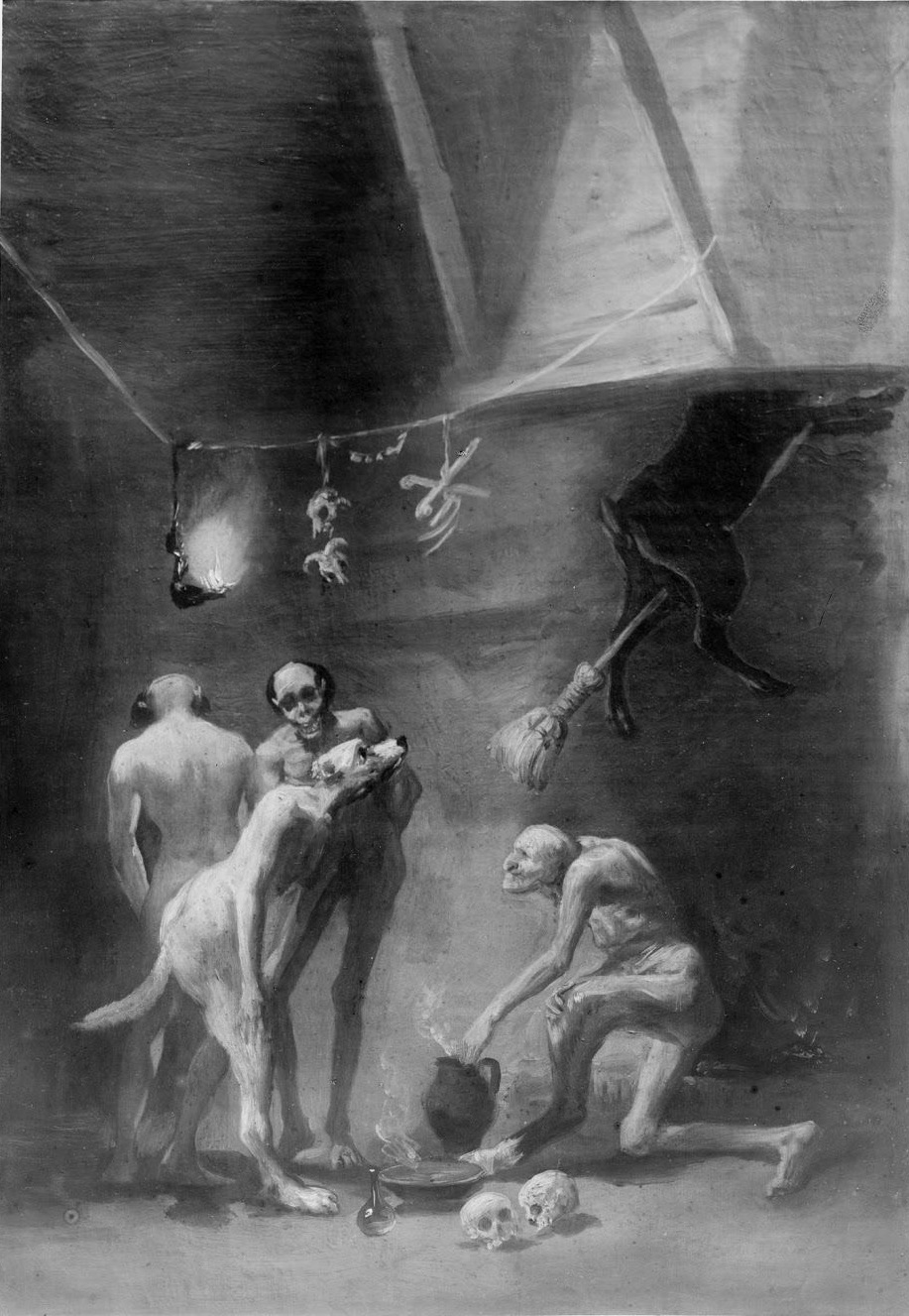
『魔女の厨房』個人蔵
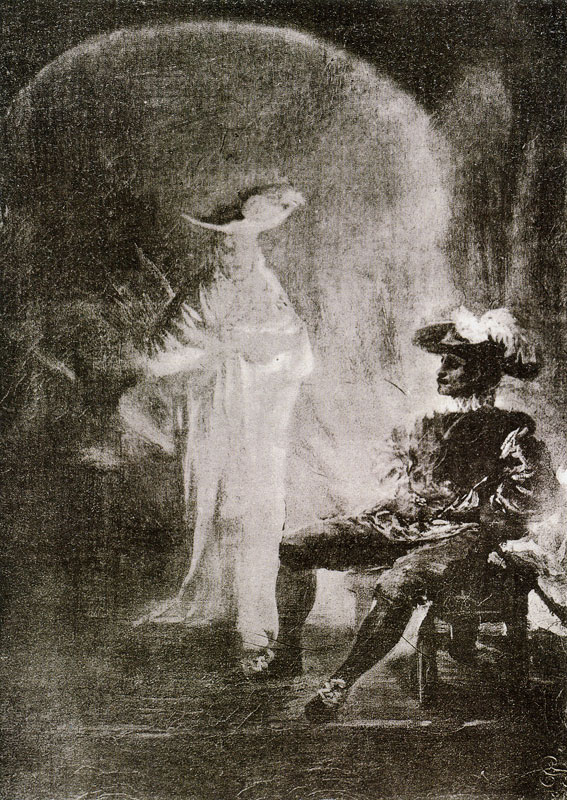
『石の客』所在不明